# Colonización española de América
Este artículo trata sobre el proceso o periodo de la historia de América durante el dominio del Imperio español que se conoce como colonial, virreinal, hispánico o de la civilización española. Para otros usos, véanse Hispanoamérica y Reinos de Indias.
La colonización española de América fue el proceso mediante el cual la Corona de Castilla expandió su soberanía sobre amplios territorios del continente americano entre finales del XV y XIV. Este proceso se llevó a cabo principalmente mediante la conquista militar y la implantación en el Nuevo Mundo de una administración civil y eclesiástica que buscaba replicar, en lo esencial, el modelo institucional peninsular. La colonización española, sin embargo, no fue concebida como un sistema de factorías o colonias al estilo de otras potencias europeas, sino como la incorporación de nuevos reinos agregados a la Corona de Castilla, con un orden jurídico e institucional propio, articulado mediante las Leyes de Indias, el Consejo de Indias, las audiencias, virreinatos y capitanías generales, cuyo núcleo institucional era el cabildo.
Tradicionalmente, los historiadores dividen la conquista en tres períodos: el inicial, de 1492 a 1519, centrado en las Antillas y el Caribe; el segundo, de 1519 a 1540, que abarcó la expansión al resto del continente; y el tercero, de 1540 a 1565, que marcó la consolidación del dominio español en América y su extensión al Pacífico, incluyendo Filipinas. Fue impulsada por motivaciones económicas, políticas y religiosas, incluyendo la obtención de recursos y la conversión del catolicismo de las poblaciones indígenas.
La conquista de América fue efectuada sustancialmente por la Corona de Castilla (fundadora de los reinos indianos) y es una continuación de la primera expansión y experiencia expansionista del Reino de Castilla en las islas Canarias, en las cuales ensayó por primera vez a cierta escala la experiencia de conquistar, poblar y administrar un territorio nuevo, habitado por pueblos desconocidos, asimilándolos y cristianizándolos en el proceso. Así, las tres últimas grandes islas de Canarias fueron completamente sometidas en los años 1478-1483 (Gran Canaria), 1492-1493 (La Palma) y 1494-1496 (Tenerife) aunque el impulso conquistador arranca mucho antes, en las otras islas del archipiélago. Esta experiencia y la existencia de fórmulas desarrolladas para solucionar los problemas de fundación de nuevas ciudades, pactos y enfrentamientos con los naturales del país, designación y atribuciones de los Adelantados militares, engranaje de los aparatos administrativos: religioso, civil y militar, fueron luego ampliamente usadas en América, tienen sus antecedentes lejanos en la experiencia de la reconquista y repoblación de la península ibérica.
Se calcula que durante la España imperial (1492-1832), un total de 1,86 millones de españoles se asentaron en América y otros 3,5 millones inmigraron durante la época posvirreinal (1850-1950); la estimación es de 250 000 en el siglo XVI, y la mayoría durante el siglo XVIII, ya que la inmigración fue fomentada por la nueva dinastía borbónica. Por el contrario, se calcula que la población indígena se redujo en un 80% en el primer siglo y medio posterior a los viajes de Colón, principalmente por la propagación de enfermedades. Se ha dicho que este fue el primer acto de genocidio a gran escala de la era moderna por diversos académicos, entre ellos el creador del término Raphael Lemkin. Pero muchos académicos y autores han negado y cuestionado esta clasificación.
A principios del siglo XIX, las guerras de independencia hispanoamericanas dieron lugar a la secesión y posterior división de la mayoría de los territorios españoles en América, excepto Cuba y Puerto Rico, que se perdieron en favor de Estados Unidos en 1898, tras la guerra hispano-estadounidense.

## Extensión del Imperio español en América

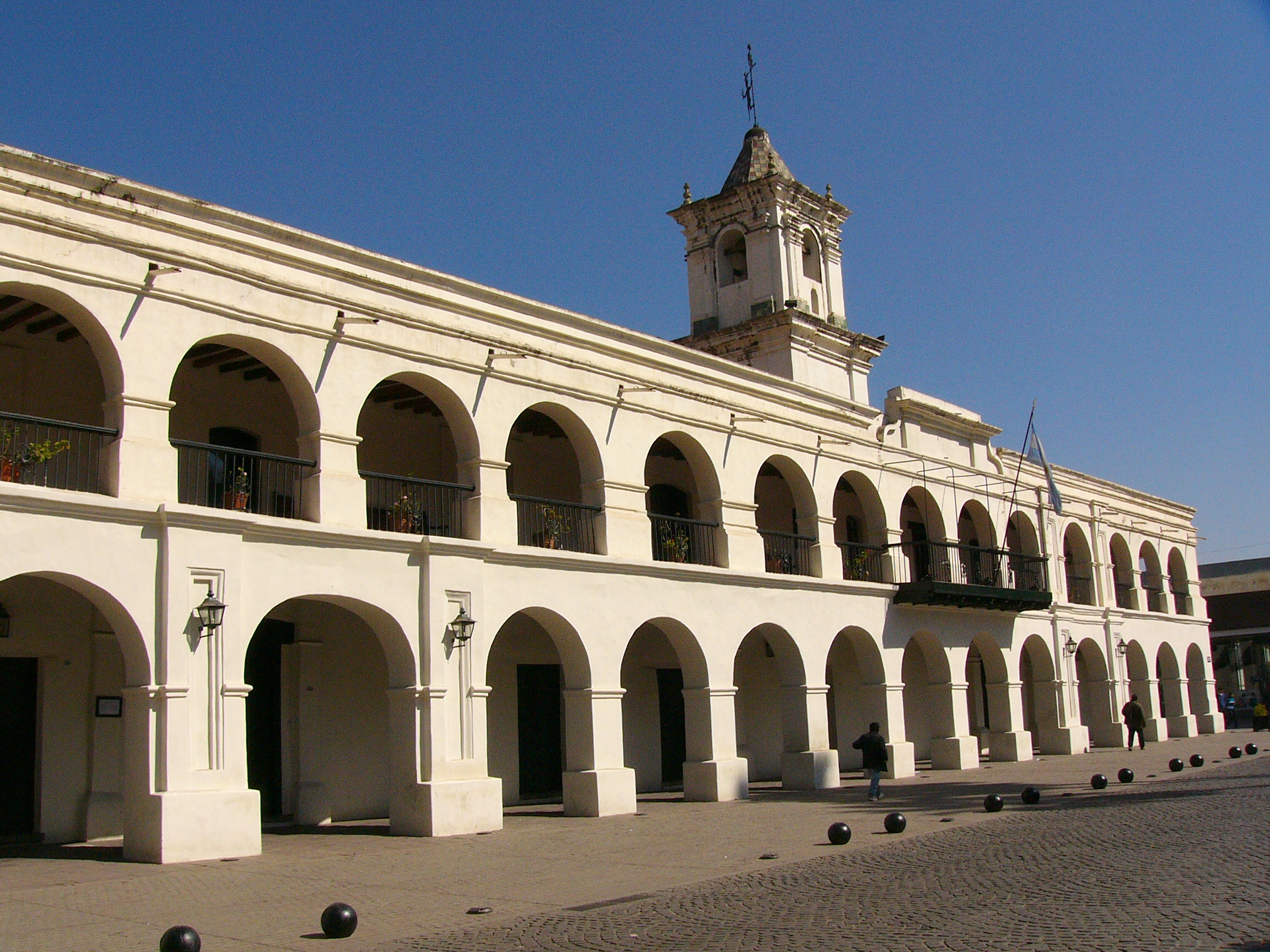
Cabildo colonial de Salta (Argentina).

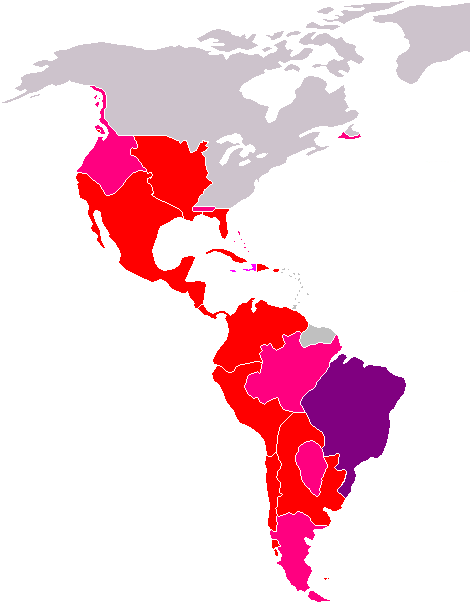
Mapa diacrónico mostrando las áreas de América que formaron parte del Imperio español. Los pueblos originarios de los territorios que no fueron efectivamente ocupados, no formaron parte del sistema colonial. Para más detalles, véase el mapa.
El Imperio español en su cúspide territorial alrededor de 1790
Regiones de influencia (exploradas y/o reclamadas pero nunca controladas) o territorios en disputa o de corto control
Posesiones del Imperio portugués gobernadas por España entre 1580-1640 por anexión dinástica, 1580-1640
Territorios perdidos en o después de 1717 por la Paz de Utrecht.

- Virreinato de Nueva España: fue el actual país de México, los estados de California, Nuevo México, Arizona, Texas, Nevada, Florida, Utah y parte de Colorado, Wyoming, Kansas y Oklahoma en Estados Unidos, que hasta 1848 pertenecieron a México y fueron tomados a este país en la guerra conocida como la intervención estadounidense en México (Florida fue cedida por España a los Estados Unidos mediante el tratado de Adams-Onís durante la guerra de independencia de México). España mantuvo bajo su control estos territorios desde 1519 hasta 1821. Sin embargo, es necesario recordar que la independencia de Nueva España fue iniciada en 1810 y declarada formal y legalmente por el Congreso de Chilpancingo en 1813 bajo el nombre de América Septentrional. El período entre ese año y la fecha de consumación de la independencia de México (1821) eran concebidos por el Congreso como una lucha contra la metrópoli y por el reconocimiento internacional de la nueva nación. Es preciso aclarar que territorios significativos que formaron parte del Imperio español, y ubicados en Norteamérica, fueron habitados por pueblos originarios que no formaron parte del sistema colonial europeo, hasta ser incorporados el siglo XIX por los nacientes estados americanos tras sufrir procesos de limpieza étnica.
- Capitanía General de Guatemala: comprendía los territorios de Guatemala, Belice, El Salvador, Nicaragua, Honduras, Costa Rica y el estado mexicano de Chiapas. La independencia de Centroamérica fue declarada en 1821[20] y, después de ser parte del Primer Imperio Mexicano (salvo Chiapas), proclamó su independencia absoluta el 1 de julio de 1823.
- Luisiana española: cedida por Francia, España la mantuvo poco tiempo en su poder, desde 1762 hasta 1801. Incorporaba territorios de los actuales estados de Luisiana, Arkansas, Oklahoma, Kansas, Nebraska, Dakota del Sur, Dakota del Norte, Wyoming, Montana, Idaho, Minnesota, Misuri y Iowa. La mayor parte de estos territorios nunca fueron efectivamente controlados por España y permanecieron en poder de los pueblos originarios hasta el siglo XIX.
- Capitanía General de Venezuela: también llamada Reino de Venezuela, comprendía Los territorios de la actual Venezuela, parte de Guyana, Trinidad durante 8 años y parte de Colombia.
- Virreinato de Nueva Granada: los actuales países de: Panamá, Colombia y Ecuador y parte de Venezuela.
- Virreinato del Perú: el actual Perú, parte de Bolivia, Ecuador, Colombia, Chile y Brasil.
- Virreinato del Río de la Plata: los actuales países de Argentina (la Patagonia oriental es considerada por algunas fuentes como parte del virreinato y por otras como perteneciente a la Capitanía General de Chile), Paraguay, Uruguay y parte de Bolivia. España nunca controló la totalidad de la pampa, el Chaco, ni la Patagonia, que permanecieron bajo el dominio de los pueblos originarios hasta el siglo XIX. Las islas Malvinas o Falkland estaban deshabitadas.
- Capitanía General de Chile: también llamada Reino de Chile, y en un inicio Nueva Extremadura, núcleo del actual Chile (para algunas fuentes también la Patagonia oriental). España nunca controló mayormente la mitad sur de Chile ni la Patagonia, que permaneció bajo el dominio de los Mapuche y otros pueblos originarios hasta comienzos del siglo XIX.
- Territorios Insulares: los actuales países de Cuba, Puerto Rico, República Dominicana, Haití, Bahamas (hasta 1670), Jamaica y las Islas Caimán (ambas hasta 1655), San Cristóbal y las Nieves (Saint Kitts y Nevis), Antigua y Barbuda (desde 1493 hasta 1632), Barbados (desde 1518 hasta 1624), Dominica, Santa Lucía (desde 1504 hasta 1654), Granada (desde 1498 hasta 1674) y Trinidad y Tobago.

### Causas
- Económicas: el surgimiento del mercantilismo, así como la necesidad de encontrar una ruta alternativa para el comercio de las especias y de la seda, procedente de las «islas de las especias», las Molucas, que había sido bloqueada por los turcos con la toma de Constantinopla en 1453, controlando totalmente la Ruta de la Seda, tanto interior, como la ruta marítima.
- Culturales: Los científicos, pese a lo que se afirma, siempre han creído en la Tierra esférica. El auge del comercio provocó la proliferación de leyendas y crónicas exageradas (viajes de Marco Polo, leyenda del Preste Juan), que causaron un gran interés por lo desconocido en la Europa de la época, junto con el espíritu aventurero hacia el Lejano Oriente.
- Tecnológicas: la aparición de nuevas naves, como las carabelas o los galeones que permitían la penetración trasatlántica, gracias a Alfonso V y a Juan II de Portugal («El Perfecto» o «El Navegante»), y por el proceso de mejora naval y de exploración, estos barcos incluían las velas cuadradas y las triangulares, junto con un casco reforzado, evolución de los barcos del comercio flamenco. Estos fueron los primeros barcos que pudieron hacer «cazadas», navegar contra el viento y al costado de este, con lo que se logró el descubrimiento de Canarias, remontar la costa africana y conquistar América. Nuevos instrumentos de navegación, como el astrolabio o la brújula, que permitían orientarse en el mar junto con el seguimiento de las estrellas, así como los avances en cartografía, fueron fundamentales para permitir la llegada europea a América.

### Las capitulaciones de Santa Fe
Cristóbal Colón presentó su plan a Juan II de Portugal, pero, basado en cálculos erróneos sobre el tamaño de la Tierra y la distancia entre Europa y la India, no fue tenido en cuenta. A continuación, se dirigió a Castilla, involucrada entonces en la conquista de Granada, y expuso su plan a los Reyes Católicos, ayudado por los frailes de La Rábida. A pesar de los errores técnicos, se hizo con el apoyo de la reina Isabel y del cardenal Cisneros y así, tras la toma de Granada, se comenzaron a redactar los acuerdos, llamados Capitulaciones de Santa Fe, por las que los reyes concedían a Colón el título de almirante, el de virrey y gobernador de las tierras por descubrir y la décima parte de los beneficios obtenidos por la nueva ruta.

## Conquista

Bandera de los conquistadores castellanos con un fondo rojo y escudo de la monarquía española usada por Hernán Cortés, Francisco Pizarro y otros.

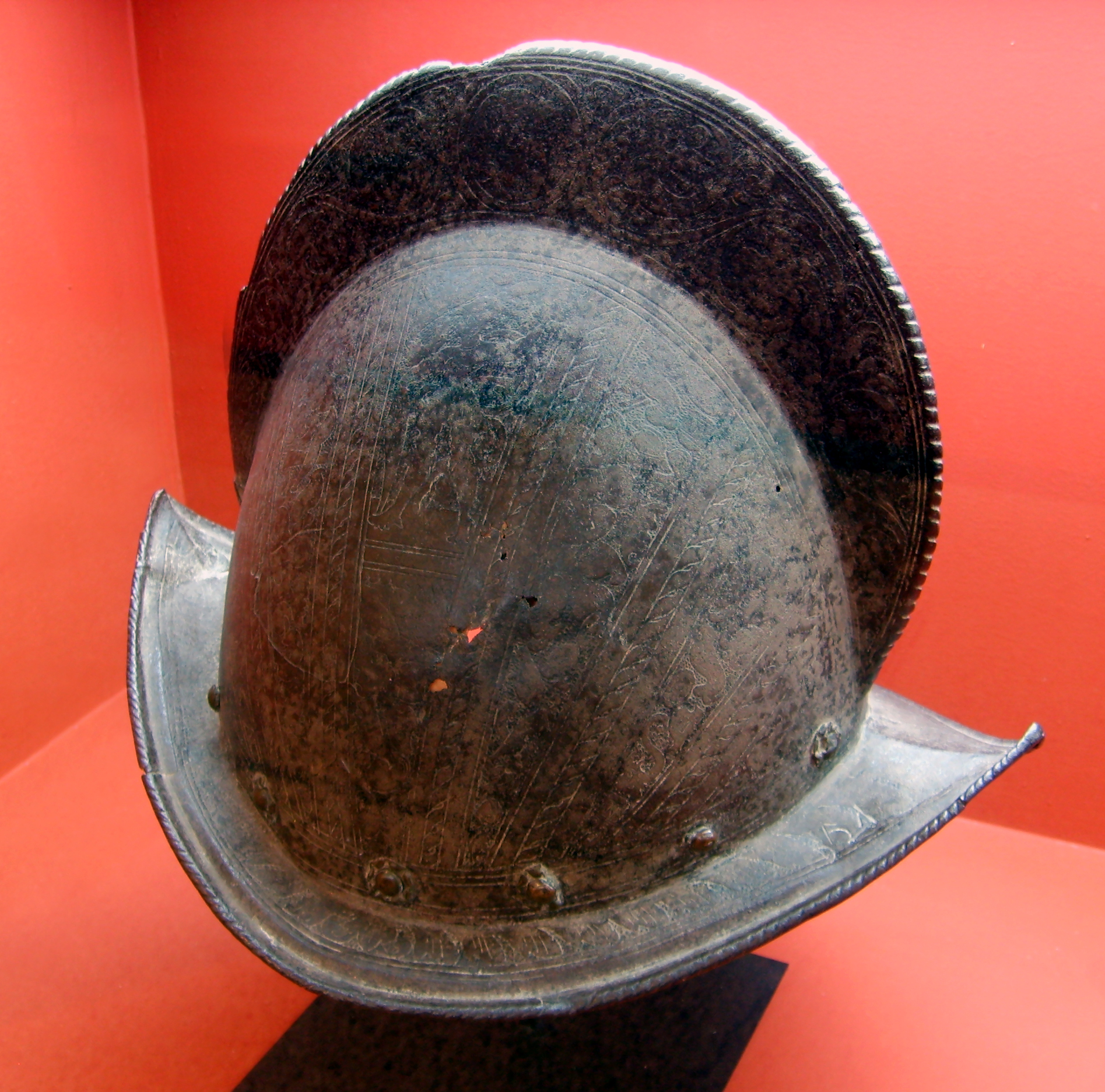
Morrión usado por los conquistadores españoles en América.

### Primeros asentamientos y el reparto

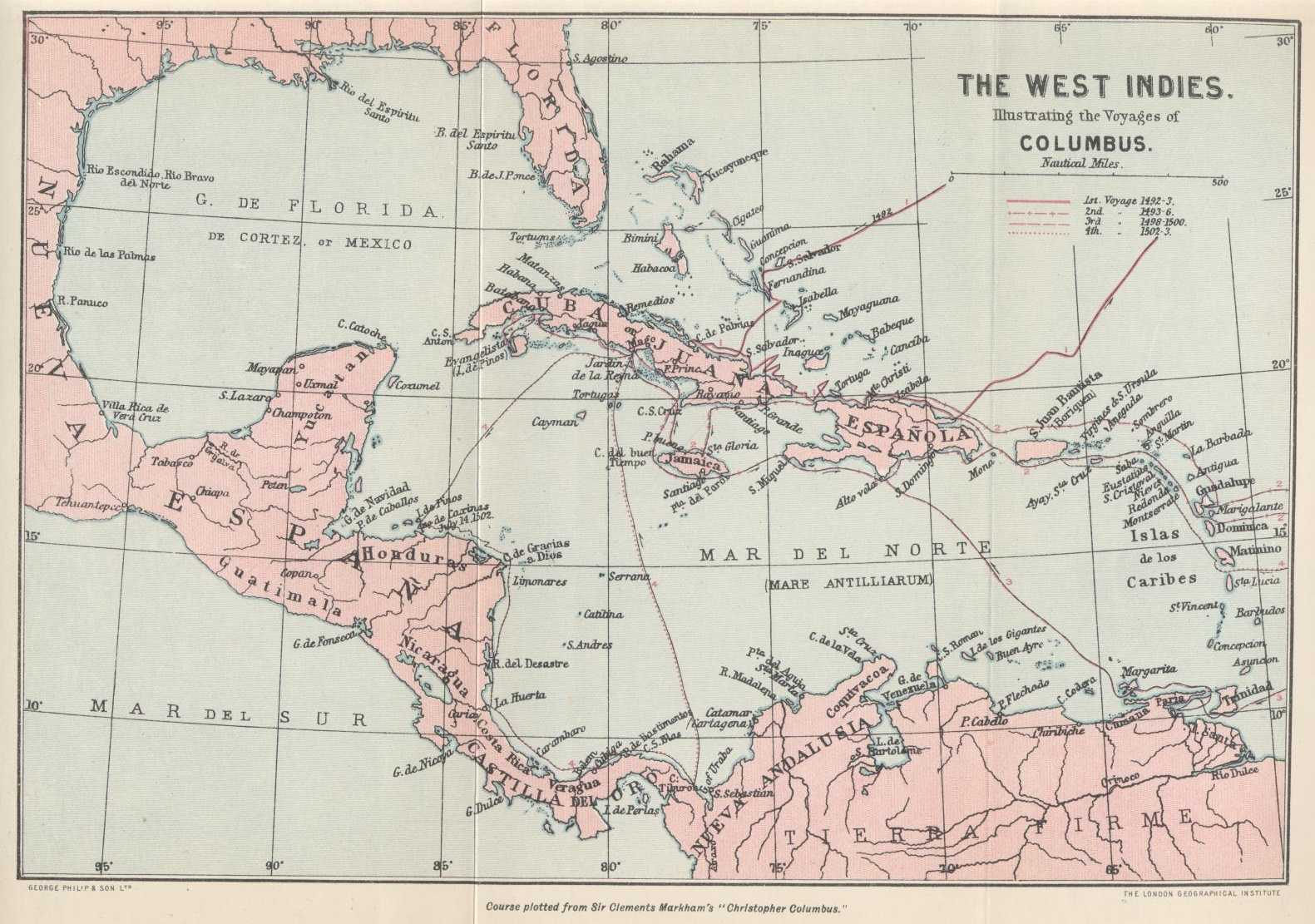
Viajes de Cristóbal Colón.

El 12 de octubre de 1492 Cristóbal Colón llegó a América, a la isla de San Salvador, ubicada en el archipiélago de las Lucayas, creyendo en realidad que había llegado a la India.
El 28 de octubre de 1492, Cristóbal Colón llegó a la Isla de Cuba que en aquel tiempo le habían dado el nombre de Isla Juana, siendo la segunda isla descubierta por Colón en su primer viaje.
El 5 de diciembre de 1492 Colón llegó a la isla de La Española, actualmente dividida en dos países (República Dominicana y Haití), y formó allí la primera colonia europea en el Nuevo Mundo.
La expansión castellana hacia el oeste produjo tensiones con Portugal, pidiendo ambos reinos la mediación del papa. Por la bula Inter caetera de 1493, el papa Alejandro VI delimitó el área de influencia que cada reino podía reclamar al otro, con una línea de polo a polo situada 100 leguas al oeste de las Azores. Poco después, el Tratado de Tordesillas de 1494, trasladó la línea fronteriza a 370 leguas al oeste de Cabo Verde, abriendo así una amplia zona al este de Sudamérica para la expansión portuguesa, que se conocería posteriormente como Brasil.

### La conquista del continente
Desde los asentamientos de las zonas insulares del mar Caribe como Cuba y La Española, la Corona de Castilla emprendió la colonización del continente americano, estableciendo contactos comerciales con algunos pueblos indígenas de la costa de la actual Venezuela que permitieron la fundación de la ciudad de Nueva Cádiz en 1500 en la isla de Cubagua. A dicho reino se le concedió el monopolio real para la exploración y explotación económica de América, en detrimento del resto de reinos hispánicos.
En 1518 una expedición dirigida por Hernán Cortés, llegó a la isla de Cozumel, pasando después por las costas de la península de Yucatán hasta llegar al río Grijalva, donde se produjo una lucha. El Jueves Santo de 1519 llegó toda la armada a San Juan de Ulúa, desde donde se dirigió hacia la costa de la actual ciudad de Veracruz. En ese lugar Cortés recibió la primera embajada de Moctezuma Xocoyotzin, gobernante del señorío de Tenochtitlán, fundando allí la Villa Rica de la Vera Cruz.
Una vez fundada Veracruz, Moctezuma le solicitó, mediante el envío de embajadores, detener su marcha, pero Cortés continuó hacia el interior, el día 16 de agosto de 1519, rumbo hacia al corazón del Imperio azteca. Esta expedición estuvo formada por 400 soldados castellanos, 15 caballos y 1400 guerreros totonacas. Al llegar a Tlaxcala, Cortés derrotó a Xicotencatl y estableció una importante alianza con los tlaxcaltecas, sumando así más guerreros a su ejército.

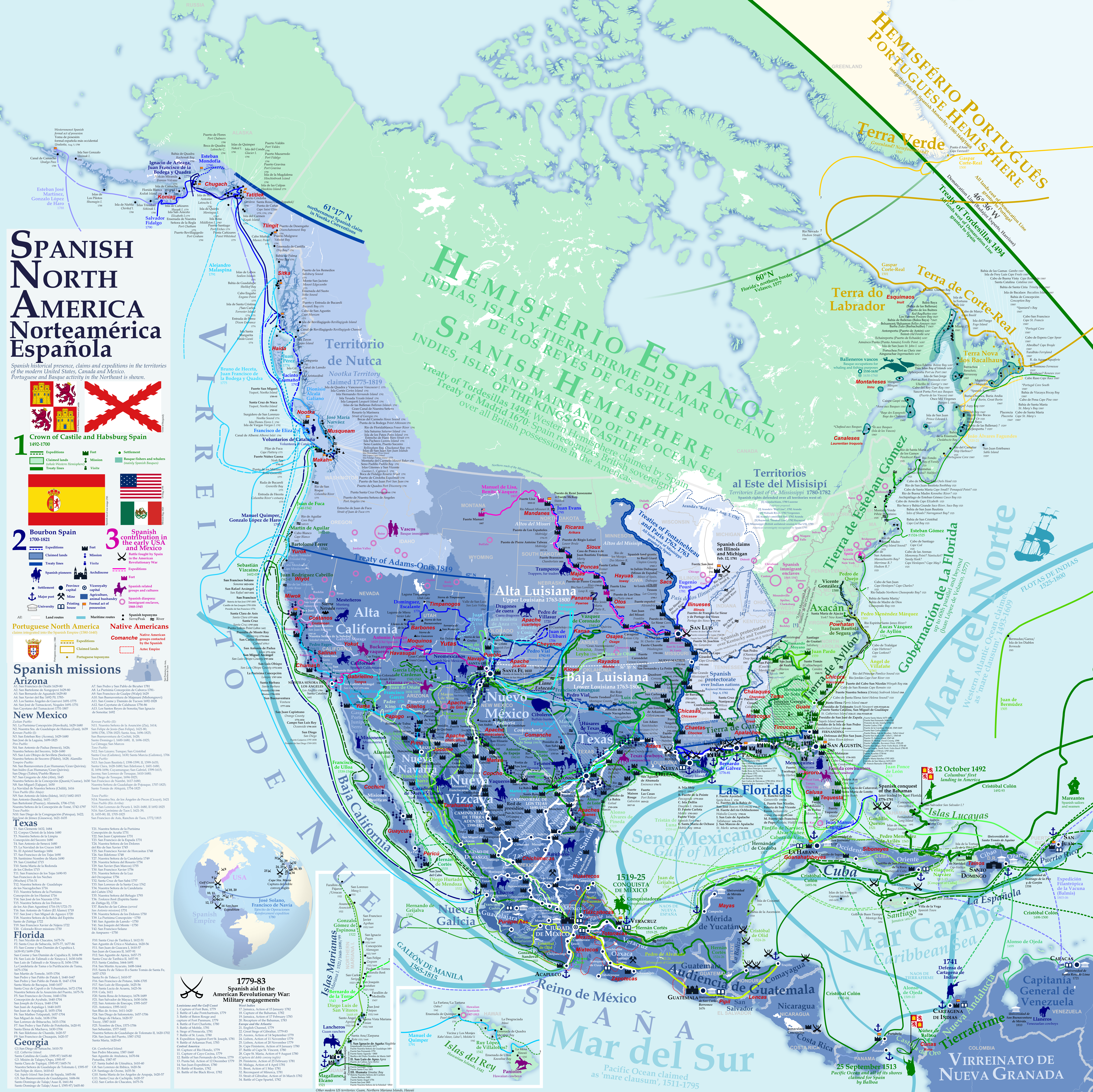
Presencia histórica española, territorios reclamados, puntos de interés y expediciones en Norteamérica

En su paso hacia Tenochtitlan tuvo lugar la matanza de Cholula. Poco más tarde se dirigió hacia el valle de México cruzando entre dos volcanes: el Popocatépetl y el Iztaccíhuatl. Del otro lado, avistó por primera vez el lago de Texcoco y México-Tenochtitlan. Las fuerzas de Cortés entraron por la calzada de Iztapalapa, siendo recibidas por Moctezuma Xocoyotzin. Una vez hospedados en la ciudad, el huey tlatoani optó por someterse a la Corona en una entrevista privada. A cambio, Cortés exigió ver los libros de tributos y los mapas de la tierra. Entretanto, la empresa de Cortés no había pasado desapercibida para Diego Velázquez de Cuéllar, quien envió una expedición capitaneada por Pánfilo Narváez con órdenes expresas de aprehenderlo y llevarlo de regreso a Cuba. Por esta causa, Cortés viajó a Veracruz para luchar contra los hombres de Velázquez. Durante su ausencia, ocurrió la Matanza del Templo Mayor, que encendería la mecha de una rebelión indígena. Moctezuma intentó calmar a la multitud enardecida, pero esta lo repudió como gobernante y comenzó a lapidarlo. El huey tlatoani fue herido de gravedad y murió, siendo Cuitláhuac nombrado sucesor. De inmediato, organizó un ejército para atacar a los conquistadores.
Cortés organizó un plan de escape, pues los aztecas lo habían sitiado en el palacio de Axayácatl. En la noche del 30 de junio de 1520 procedieron a la fuga, pero fueron detectados. Durante el escape murieron ochocientos conquistadores y un indeterminado pero mayor número de indígenas aliados. Este episodio es conocido como la Noche Triste. Un año más tarde, y tras la decisiva batalla de Otumba, Cortés regresó con más tropas y más aliados; los pueblos que una vez habían sido sometidos por el imperio azteca, se aliaron a los conquistadores españoles y comenzaron a cercar la capital. La Ciudad de México-Tenochtitlan fue sitiada durante tres meses y, tras innumerables batallas por tierra y mar, fue finalmente sometida el 13 de agosto de 1521. En la batalla, los castellanos, tlaxcaltecas, texcocanos, huejotzincas, chalcas, cholultecas y demás coaligados causaron bajas al ejército de mexicas en número cercano a 40 000, de acuerdo a las propias estimaciones de Cortés, y referidas en su tercera carta de relación.
En el año 1532, el Imperio incaico sucumbió ante la conquista española que llevó a cabo Francisco Pizarro. El conquistador encontró al imperio debilitado a causa de una guerra civil iniciada en 1529 entre Huáscar y Atahualpa, los dos hermanos pretendientes al trono imperial. En noviembre de 1532, Pizarro capturó a Atahualpa y, en julio de 1533, lo mandó ejecutar bajo el cargo de haber ordenado la muerte de su hermano Huáscar. Doblegando la oposición de algunos generales incas, se dio inicio al dominio español que se estableció sobre la mayor parte del territorio incaico, formando así al Virreinato del Perú.

### Consolidación de la conquista

#### Extensión norteña de la influencia española

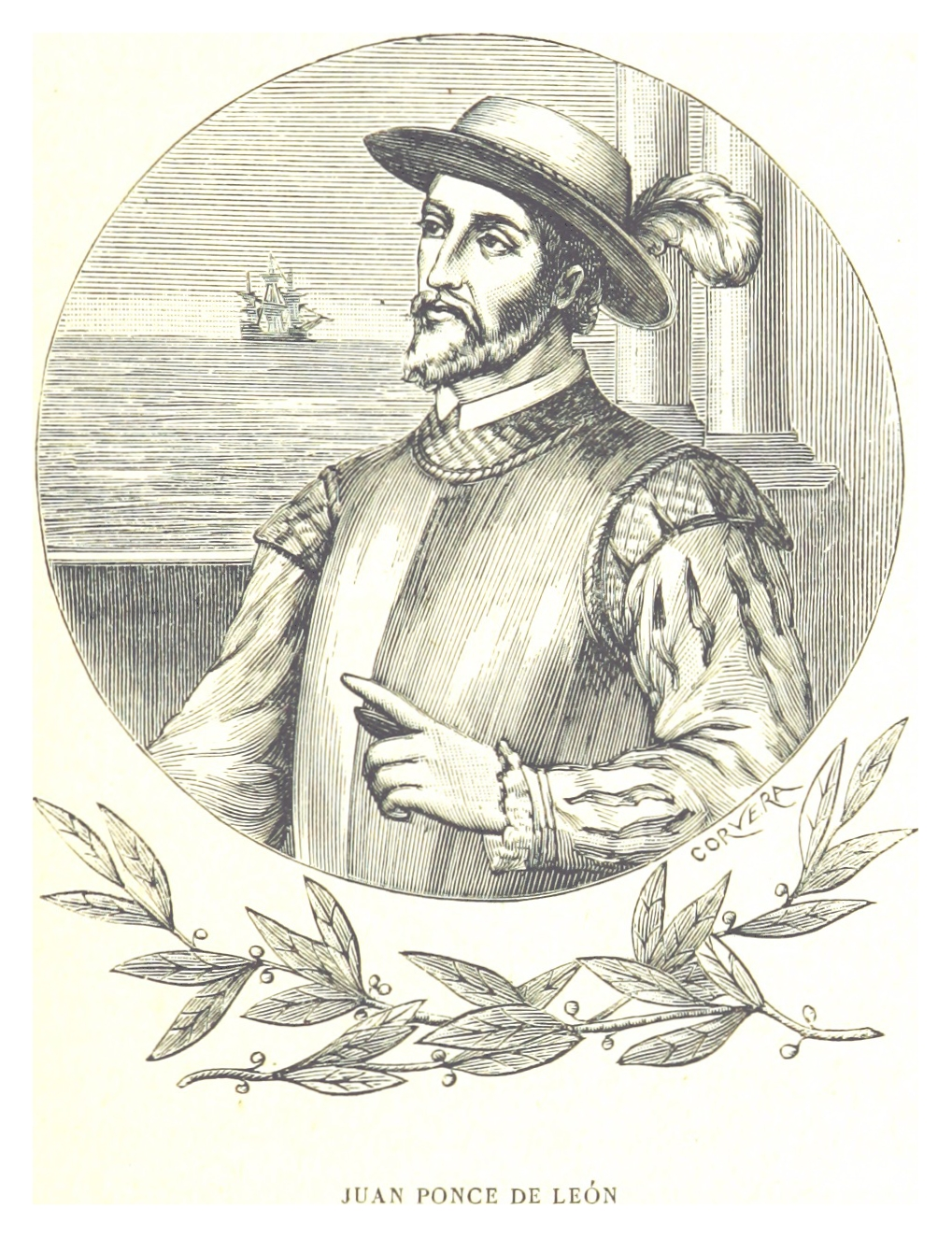
Juan Ponce de León (Santervás de Campos, Valladolid, España) fue uno de los primeros europeos en llegar al actual Estados Unidos, ya que fue el descubridor de Florida, a la que dio su actual nombre.

Con el pretexto de las guerras de religión francesas, la Corona española emitió la orden del desembarco de Pedro Menéndez de Avilés con una fuerza hispana aliada a los timucuas que condujo al fin, el 2 de septiembre de 1565, del establecimiento de piratas franceses en Fort Caroline —allí continúan sus tumbas— renombrado a la fortaleza como «San Mateo». Casi una semana después Avilés fundaría el fuerte, y luego ciudad, de San Agustín de La Florida, el 8 de septiembre del citado año, cuarenta y dos años antes de que los ingleses fundaran el establecimiento de Jamestown (14 de mayo de 1607), en territorio de la futura colonia de Virginia, y cincuenta y cinco años antes de que desembarcaran los Padres peregrinos (26 de noviembre de 1620) en la denominada Nueva Inglaterra para fundar, el 21 de diciembre, la ciudad de «Nueva Plymouth», capital de la futura colonia homónima.
En 1720, la expedición de Villasur desde Santa Fe conoció e intentó parlamentar con los pawnis,  aliados con los franceses en lo que es ahora Nebraska. Las negociaciones fueron poco exitosas, y se libró una batalla; los españoles fueron derrotados seriamente, con solamente 13 que pudieron regresar a Nuevo México. Aunque esto fue un pequeño enfrentamiento, supuso la penetración más profunda de los españoles en las Grandes Llanuras, estableciendo allí el límite para la expansión e influencia española.

Imperios español y portugués en 1790.

En un esfuerzo por excluir a Gran Bretaña y a Rusia del océano Pacífico Este, la Corona española envió a Juan Francisco de la Bodega y Quadra al norte desde México, en 1775 para encontrar y controlar el fabulado paso del Noroeste. En 1781, una expedición española durante la guerra de Independencia de los Estados Unidos dejó San Luis, Misuri (entonces bajo control español) y llegó hasta St. Joseph en Niles (Míchigan), donde capturaron el fuerte. Las reclamaciones territoriales españolas basadas en esta penetración al norte no fueron apoyadas en las negociaciones del tratado.
La Convención de Nutka (1791) resolvió la disputa entre España y Gran Bretaña sobre los establecimientos británicos en Oregón y la Columbia Británica. En 1791 el rey de España dio a Alejandro Malaspina el mando de una expedición científica alrededor del mundo, con órdenes de localizar el Paso Noroeste y buscar oro, piedras preciosas y cualquier establecimiento estadounidense, británico o ruso a lo largo de la costa noroeste.
En 1819 y en virtud del Tratado de Adams-Onís, España se retiró de la región, dejando numerosos topónimos españoles en la zona.

## Consecuencias de la conquista

### Demografía

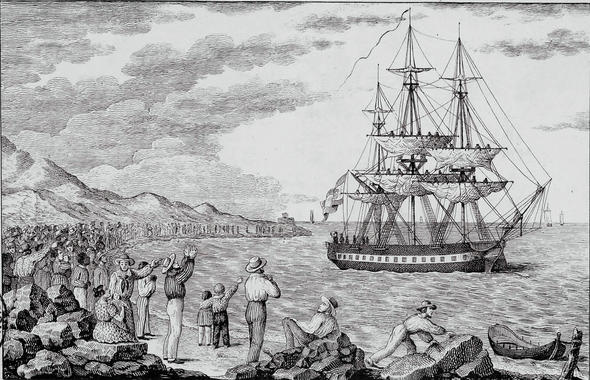
La corbeta María Pita, fletada para la Real Expedición Filantrópica de la Vacuna, partiendo de La Coruña en 1803, dio la vuelta al mundo hasta 1806 y llevó la vacuna de la viruela al conjunto del Imperio español.

Gracias a la bula del papa Pablo III Sublimis Deus de 1537, que declaró a los indígenas hombres libres con todos los efectos y capacidades de cristianos, los españoles se esforzaron en incorporar a los indígenas a su civilización y a su iglesia, incluso a costa de la anulación de su identidad cultural.
El desplazamiento de españoles hacia América durante el siglo XVI apenas afectó al crecimiento demográfico de Castilla En cambio, el llamado choque microbiano sobre todo tuvo efectos negativos en la población indígena americana. Con la llegada de los colonos castellanos surgieron en América enfermedades desconocidas en el Nuevo Mundo, como la viruela, la gripe, el sarampión y el tifus, contra las que las poblaciones nativas no tenían resistencia. Los europeos tomaron contacto con otras enfermedades propias de América, como la sífilis, que diezmó a la población europea al propagarse en 1494 desde el sur de Italia (posesión perteneciente a la corona de Aragón).

### El mestizaje

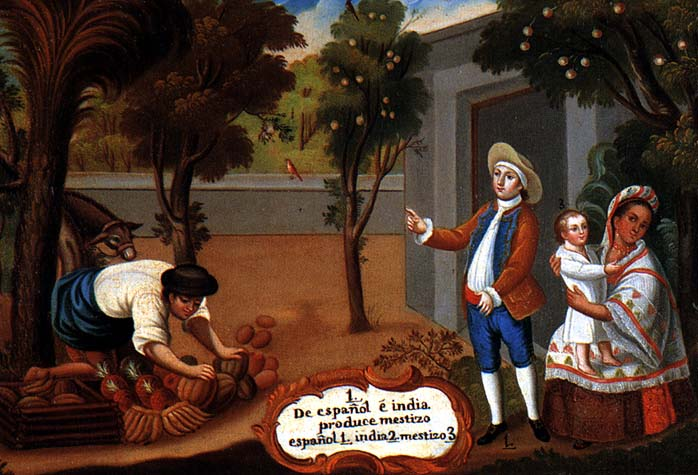
Familia mestiza del

A diferencia de otros colonizadores como los ingleses, que no admitían el mestizaje por considerar impuras otras razas que no fuesen la suya, en los virreinatos españoles se realizaron matrimonios mixtos a partir de 1514 bajo la cobertura legal de la Real Cédula de Fernando el Católico:

Es nuestra voluntad que los indios e indias tengan, como deben, entera libertad para casarse con quien quisieren, así con indios como con naturales de estos nuestros reinos, o españoles nacidos en latí Indias, y que en esto no se les ponga impedimento. Y mandamos que ninguna orden nuestra que se hubiere dado o por Nos fuera dada pueda impedir ni impida el matrimonio entre los indios e indias con españoles o españolas. y que todos tengan entera libertad de casarse con quien quisieren, y nuestras audiencias procuren que así se guarde y cumpla.
(Recogida en la Recopilación de Leyes de las Indias de 1680, Ley 2.º Tit. 1.º Libro VI). En 1556 Felipe II reiteró esta Real Cédula de su abuelo.

Uno de los matrimonios más emblemáticos del siglo XVI lo protagonizaron Isabel Moctezuma (Tecuichpo Ixcazochtzin, antes de bautizarse, hija de Moctezuma II y última emperatriz de los aztecas) con el extremeño Juan Cano, con el que tuvo cinco hijos que iniciarían la genealogía de los duques de Miravista, título que todavía perdura en la actualidad. El palacio de los Toledo-Moctezuma en Cáceres es hoy sede del Archivo Histórico Provincial y en su fachada se conserva el blasón de los Moctezuma. Una parte de los descendientes de ese matrimonio vive en España y, otros, en México.
El historiador alemán Enrique Otte recoge en la página 61 de su libro Cartas Privadas de emigrantes a Indias: 1540-1616 (FCE 1993) una carta de un colonizador llamado Andrés García, fechada el 10 de febrero de 1571, dirigida a su sobrino Pedro Guiñón, en Colmenar Viejo, en la que le comunica su matrimonio con una indígena americana:

Caséme en esta tierra con una mujer muy a mi voluntad. Y aunque allá os parezerá cosa reçia en aberme casado con hindia, acá no se pierde honrra ninguna, porque es una nación la de los hindios tenida en mucho.

Aparte de los matrimonios hubo, sobre todo, uniones sexuales extramatrimoniales con mujeres indígenas. Esto se debió también a que las mujeres castellanas siempre fueron escasas en América. El ejemplo clásico es el de la Malinche, amante de Hernán Cortés, con quien incluso tuvo un hijo, Martín Cortés (al que reconoció en 1529 mediante bula papal de Clemente VII), que no hay que confundir con su hijo legítimo del mismo nombre. Pero el mestizaje extramatrimonial tuvo otras expresiones sociológicas: la barraganería, la prostitución y, también, las violaciones. La poligamia, existente en los pueblos precolombinos, fue prohibida por ser contraria a la doctrina católica. No hay estadísticas fiables sobre la proporción de matrimonios mestizos frente a las otras fórmulas ilegales de mezcla de españoles y amerindios durante la colonización española de América.
Se puede observar en la pintura de castas la variedad de combinaciones de mestizaje que convivieron en América durante la colonia. El léxico de castas testimonia también la rigidez de este sistema. Hoy en día, gracias al mestizaje, la población de los países hispanoamericanos comparte antepasados indígenas, europeos y africanos, en diversos grados.

### Encomienda y esclavitud
Con la llegada de los europeos cristianos a América, se originó un intenso debate teológico y legal sobre la naturaleza de sus habitantes para su incorporación, expulsión o destrucción de los territorios que serían dominados por el Imperio español. Esta polémica se saldó con la oposición de la monarquía Hispánica a su esclavitud y la incorporación de los nativos americanos como súbditos de la Corona con todos sus derechos. Otras potencias europeas como Inglaterra y Portugal no los consideraron como iguales y en los territorios dominados por ellos el trato sería de esclavitud.
Así, desde comienzos del siglo XVI, teólogos y filósofos como Juan López de Palacios Rubios o Matías de la Paz desde la Universidad de Salamanca y Martín Fernández de Enciso o Bartolomé de las Casas desde los propios territorios americanos, enfrentan el problema de la naturaleza de los nuevos pobladores desde diferentes visiones. Finalmente, en 1537 se promulga la bula Sublimus Dei del papa Pablo III, en la que se declara a los indígenas como hombres en todas sus capacidades.
A partir de este momento las leyes de la Corona Española establecieron que los indígenas americanos (amerindios) no serían sometidos a la esclavitud, sino a un régimen de servidumbre denominado encomienda, mediante el cual eran dados a encomenderos españoles. El régimen de encomienda establecía que los indígenas debían trabajar obligatoriamente para el encomendero, al mismo tiempo que este se obligaba frente a la Corona del cuidado y la evangelización de los indígenas. Uno de los críticos más famosos del sistema de encomiendas fue fray Bartolomé de las Casas, cuya obra más representativa es la Brevísima relación de la destrucción de las Indias.
Sin embargo, aquello no se cumplió totalmente, ya que los españoles hasta realizaron en algunas zonas del territorio americano un tipo de expedición armada denominado «maloca», cuyo objetivo era capturar indígenas para llevarlos a la esclavitud.
El descenso de la población de nativos americanos podría explicar una falta de mano de obra indígena que España trató de reemplazar con esclavos provenientes del África subsahariana, comprados a compañías de otras potencias europeas que comerciaban con esclavos en América. Nótese que el tratamiento de persona le fue otorgado a los nativos americanos, no así a los negros, siendo un claro exponente de este pensamiento el propio Fray Bartolomé. El número exacto de personas esclavizadas procedentes de África es controvertido y difícil de determinar; según distintas estimaciones, este puede oscilar entre los 9 y los 12 millones de personas, de los cuales se calcula que 1 552 100 ingresaron a los territorios colonizados por España.

### Religión católica
En contraposición de otros colonizadores a lo largo de la historia, como ingleses, portugueses o neerlandeses, los pobladores españoles desde un primer momento aceptaron a los indígenas como personas dotadas de alma, y por ello centraron parte de su esfuerzo en adoctrinarlos y convertirlos a su religión.

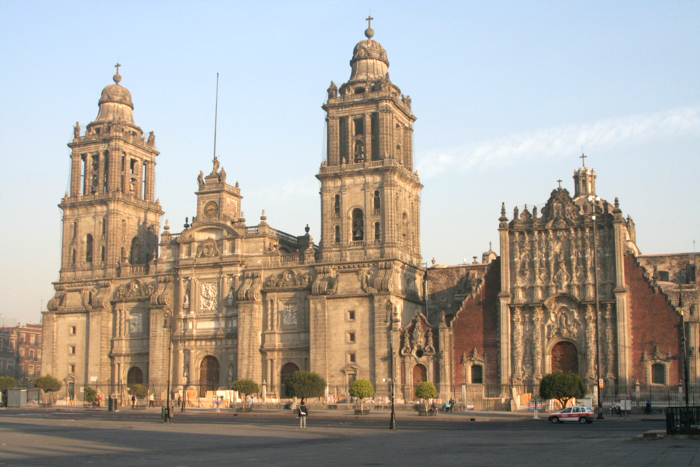
Catedral de México, legado español.

El papa Alejandro VI, en sus bulas Inter Caetera, estableció la obligación de la Corona de Castilla de convertir a todos sus súbditos, incluidos los amerindios y afroamericanos, al cristianismo, en su vertiente católica. Las tareas para lograr la conversión se realizaron mediante una gran variedad de procedimientos y una considerable cantidad de misioneros de distintas órdenes partieron de la península ibérica hacia América a tal fin, en el marco de un movimiento renovador de la Iglesia española iniciado por Cisneros, y en el que destacaron místicos como santa Teresa de Jesús o san Juan de la Cruz, ascetas como san Pedro de Alcántara (1499-1562), predicadores como San Alonso de Orozco (1500-1591) y religiosos como san Ignacio de Loyola, fundador de la Compañía de Jesús.
Los métodos adoptados para obtener la conversión fueron muy diversos. Una de las fórmulas empleadas fue la conocida como doctrina. Se trataba del compromiso adquirido por el conquistador para que fueran evangelizados todos los indígenas que le habían correspondido en sus repartimientos; los niños debían recibir las enseñanzas religiosas todos los días y los adultos tres días a la semana. El convento fue el centro neurálgico de la evangelización y a su alrededor se configuraron numerosas poblaciones. En él atendían los religiosos las necesidades espirituales de los nuevos cristianos al mismo tiempo que las materiales, ya que junto a las dependencias de culto y habitación de los frailes, disponían de enfermerías, escuelas y talleres. Los mismos misioneros desempeñaron un importante papel en la transculturación del indígena, al poner un especial empeño en su incorporación a las actividades artesanales de tradición europea como parte destacada de su educación. La escuela de San José de los Naturales, creada por los franciscanos en México, las organizadas por el obispo Vasco de Quiroga en Pátzcuaro (Michoacán), o las Misiones Jesuíticas en la actual Argentina, Paraguay, etc., son una referencia para comprender diferentes proyectos de vida para el indígena a partir de su incorporación al cristianismo. En ellos están presentes muchas de las ideas procedentes de los movimientos utópicos de la Edad Media y del Renacimiento, que encontraron en América un terreno propicio para su puesta en práctica.
En algunas ocasiones los religiosos católicos se relacionaron estrechamente con los pobladores nativos, involucrándose en sus problemas y en los abusos que sufrían por parte de algunos conquistadores y encomenderos, trasmitiendo las injusticias a las autoridades de la península. En muchos casos los misioneros católicos utilizaron las lenguas americanas, como el quechua, el náhuatl o el guaraní, contribuyendo a preservarlas al ser dotadas de sistemas de escritura.
La conversión al catolicismo de la población americana fue ampliamente exitosa. En 2004, cerca de la mitad de los católicos del mundo están en Iberoamérica, si bien la tendencia es decreciente.
Por otra parte, el catolicismo americano tomó formas peculiares derivadas del fenómeno conocido como sincretismo religioso, mediante el cual las antiguas religiones y creencias precolombinas y africanas se integraron al cristianismo.

### Lenguas aborígenes

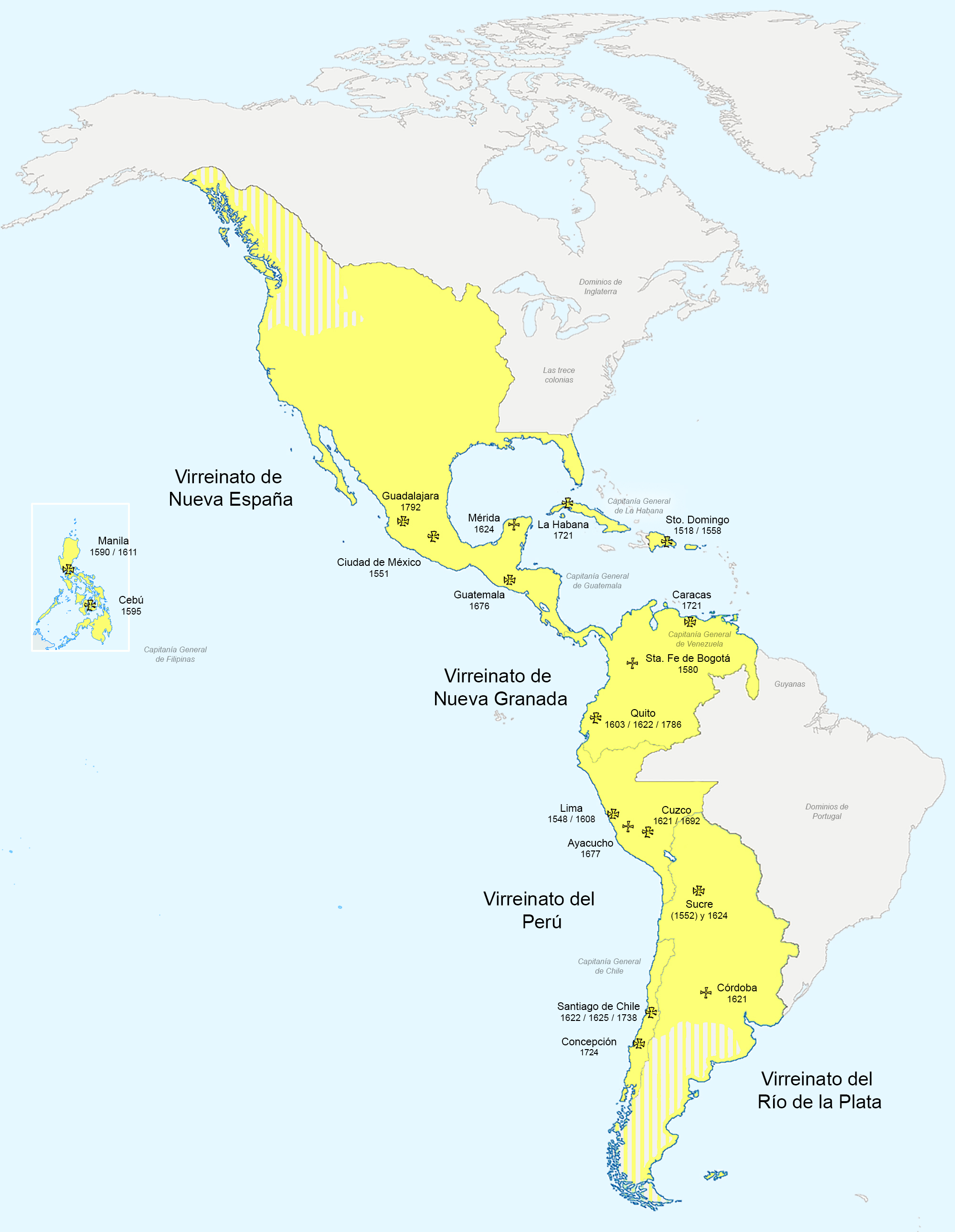
Más de 25 Universidades se fundaron en la España americana y Filipinas (siglos -) de los que se graduaron más de 150.000 personas de todas las etnias del Imperio español.

Entre el legado lingüístico de la población originaria, pueden contarse dos lenguas amerindias: el quechua y el guaraní, que han alcanzado el rango de lenguas cooficiales en algunos países hispanoamericanos, y cuya permanencia se debe en parte a su uso como lingua franca durante la obra evangelizadora colonial. Durante el Virreinato del Perú, el quechua fue uno de los idiomas que los misioneros católicos emplearon para evangelizar a los indígenas; se escribieron varios manuales (llamados "artes") y lexicones de este y otros idiomas importantes, como el aimara, el mochica o el guaraní, así como catecismos. Ello permitió que aumentara su influencia sobre los pueblos andinos e incluso pueblos amazónicos que antes no lo hablaban. Un ejemplo es la amplia difusión en la actualidad del dialecto llamado quichua santiagueño, popular en la provincia argentina de Santiago del Estero.
Fray Domingo de Santo Tomás publicó en Valladolid (España) las dos primeras obras en quechua: la Grammatica o Arte de la Lengua General de los Indios de los Reinos del Perú, y el Lexicón o Vocabulario de la Lengua General del PERV, llamado «Quichua».

### Intercambios técnicos y científicos

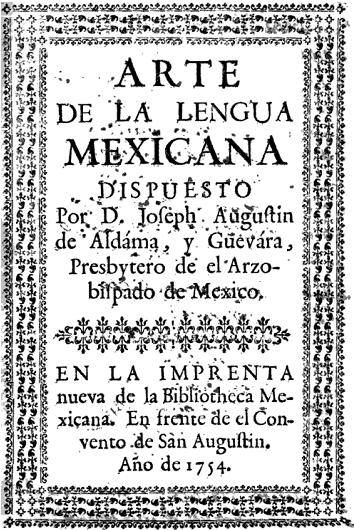
la primera imprenta en el Nuevo Mundo fue fundada en la ciudad de México en 1538, un siglo antes que el invento apareciera en Anglo-América, en Cambridge, Massachusetts.

Se denomina intercambio colombino (del inglés, Columbian Exchange) al proceso ocurrido entre los siglos XV y XVI en el cual se transfirieron productos agrícolas y otros alimentos del Viejo Mundo (Europa, África y Asia) al Nuevo Mundo (el continente americano) y viceversa a finales del siglo XV y en los siglos siguientes. Este proceso recibe su nombre del explorador italiano Cristóbal Colón y se relaciona con la colonización europea y el comercio mundial que siguió a su viaje de 1492. Algunos de los intercambios fueron intencionados; otros, accidentales. Las enfermedades contagiosas de origen en el Viejo Mundo provocaron una reducción de entre el 80 y el 95 por ciento en el número de pueblos indígenas de América a partir del siglo XV, siendo la zona más afectada la del Caribe. Las culturas de ambos hemisferios se vieron muy afectadas por la migración de personas (tanto libres como esclavizadas) del Viejo Mundo al Nuevo. Los esclavos africanos y los colonos europeos sustituyeron a las poblaciones indígenas en toda América. El número de esclavos africanos que llegaron al Nuevo Mundo fue mucho mayor que el número de europeos que llegaron al Nuevo Mundo en los tres primeros siglos después de Colón.

### Economía
La colonización española de América y la puesta en contacto de manera regular de los mercados de Europa, Asia y América, a través de las Flotas de Indias y el Galeón de Manila, supuso la globalización de la economía mundial, lo que sentó las bases del capitalismo, tal como señalaría Marx en "El capital": «La biografía moderna del capital comienza en el siglo XVI, con el comercio y el mercado mundiales» (Comienzo del capítulo IV de la Sección Segunda, Libro Primero). Además, el intercambio de productos agrícolas revolucionó los cultivos en todos los continentes, aumentó la productividad de las tierras y enriqueció la dieta de amplios sectores de la población. Todo esto conllevó transcendentales alteraciones en la geografía humana de todos los continentes.
Los efectos producidos en las economías europeas y asiáticas por la puesta en circulación, por parte de los españoles, del oro y la plata que extrajeron de América en el siglo XVI, todavía son hoy objeto de estudio, sin que exista un acuerdo entre los historiadores económicos: Mientras John Lynch o David Christian sostienen la vigencia de los estudios de E. Hamilton, otros, como Jordi Nadal o Michel Morineau, critican sus análisis.

## América española: del orden virreinal a la reinterpretación colonial

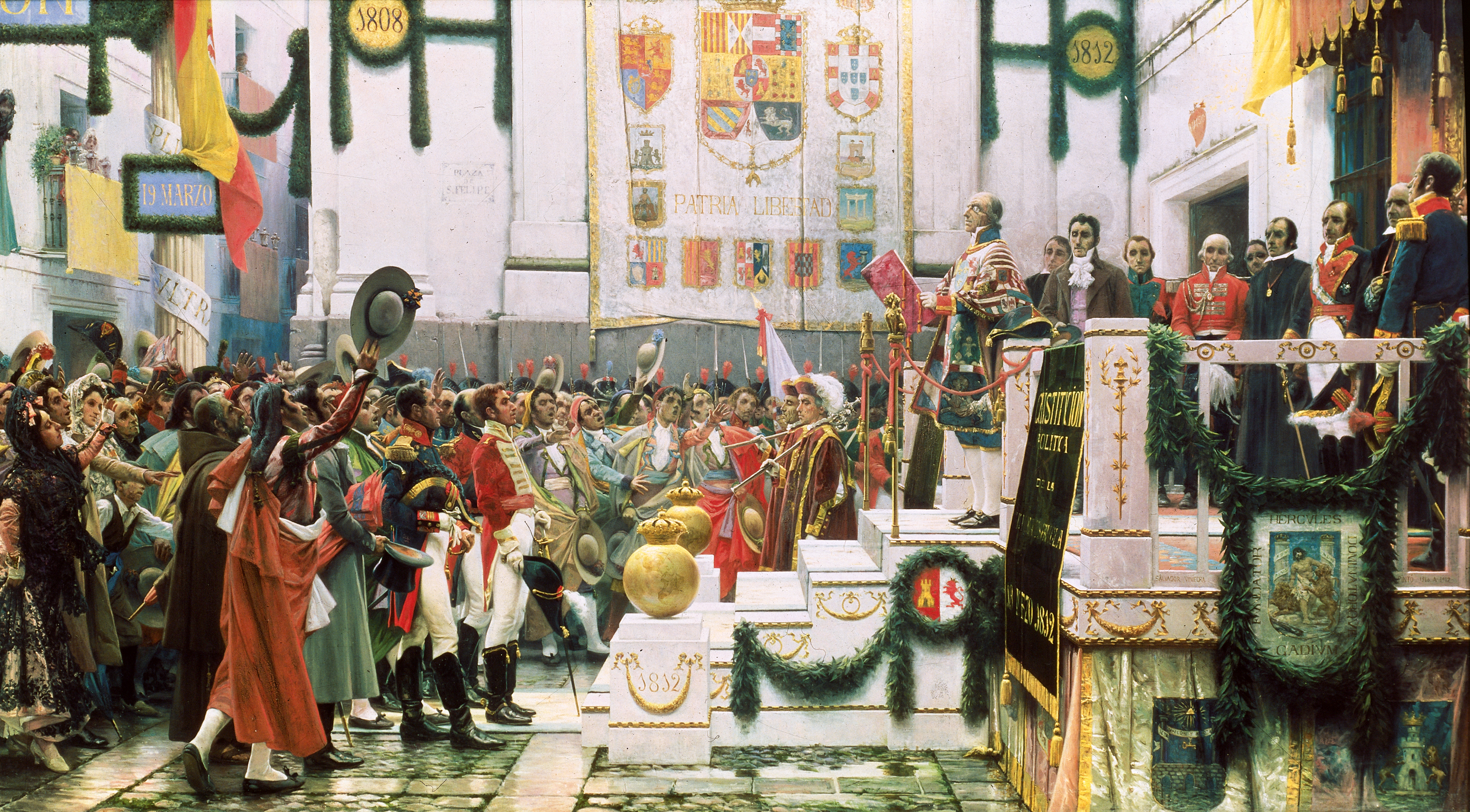
La cesión de la corona a Napoleón provoca un vacío de poder que conduce a una revolución liberal en América y en España, y lleva al imperio hispánico a una guerra civil de alcance continental entre los nuevos sujetos soberanos, entre las Cortes de Cádiz de 1810 y las juntas americanas. La imagen, La promulgación de la Constitución de 1812, es obra de Salvador Viniegra (Museo de las Cortes de Cádiz).

En el contexto del Imperio español, los territorios americanos fueron denominados oficialmente como reinos de Indias, virreinatos, provincias o dominios ultramarinos, y no como colonias, tal como sucedía en otras potencias europeas. A lo largo de los siglos XVI al XVIII, estos territorios fueron considerados una parte integrante de la Monarquía Hispánica, en calidad de entidades jurídico-políticas propias, reinos unidos a la Corona de Castilla. La historiografía moderna denomina usualmente a estos territorios como la América española, aunque también se emplea el término España americana para subrayar la pertenencia plena de estos dominios al cuerpo político del imperio. 
El historiador Mark A. Burkholder ha destacado que, a diferencia de los modelos coloniales británico o francés, el Imperio español no utilizó el término “colonia” hasta bien entrado el siglo XVIII, y sólo de forma nominal. El uso de “colonia” en sentido moderno -como factorías o territorios dependiente de una metrópoli- comenzó a difundirse en España a partir de las reformas borbónicas, influido por el pensamiento ilustrado y el modelo mercantilista británico. Sin embargo, tanto en la legislación como en la autopercepción criolla, predominó hasta principios del siglo XIX el concepto de los virreinatos como reinos, dotados de sus propios fueros, audiencias, cabildos y autoridades virreinales. 
Este rechazo al término "colonia" quedó especialmente patente en 1808, durante la redacción de la Constitución de Bayona impulsada por Napoleón Bonaparte. En el borrador inicial se empleaba la palabra "colonias" para referirse a los territorios de ultramar, pero los dos diputados americanos presentes exigieron eliminarla. El texto definitivo sustituyó el término por "reinos y provincias de América y Asia", reafirmando así la condición de partes constitutivas de la monarquía y no de posesiones subordinadas.

Tras la formación de las Cortes de Cádiz en 1810, se solicitó la presencia de diputados americanos, que defendieron activamente el principio de igualdad jurídica entre los territorios peninsulares y ultramarinos. Sin embargo, la negativa de la mayoría peninsular a otorgar una representación proporcional a la población americana generó un profundo distanciamiento con los criollos. Esta contradicción entre el discurso de unidad y la práctica política alimentó la idea propugnada desde los movimientos independentistas de que América era, de hecho, una colonia. Como reacción, comenzaron a adoptar el término "colonias" con un sentido peyorativo, para justificar las guerras de independencia. Fue en este contexto que surgieron expresiones como periodo "colonial" o "coloniaje" para referirse retrospectivamente al periodo virreinal.
En consecuencia, varios historiadores contemporáneos han criticado el uso anacrónico del término "colonias" para describir la América española anterior a 1810. Burkholder propone recuperar términos más fieles a la época, como “América española” o “España americana”, para describir estos territorios dentro de la lógica de una monarquía compuesta, y no bajo categorías coloniales propias de un periodo histórico posterior y de otros imperios europeos.

## Independencias de la América española

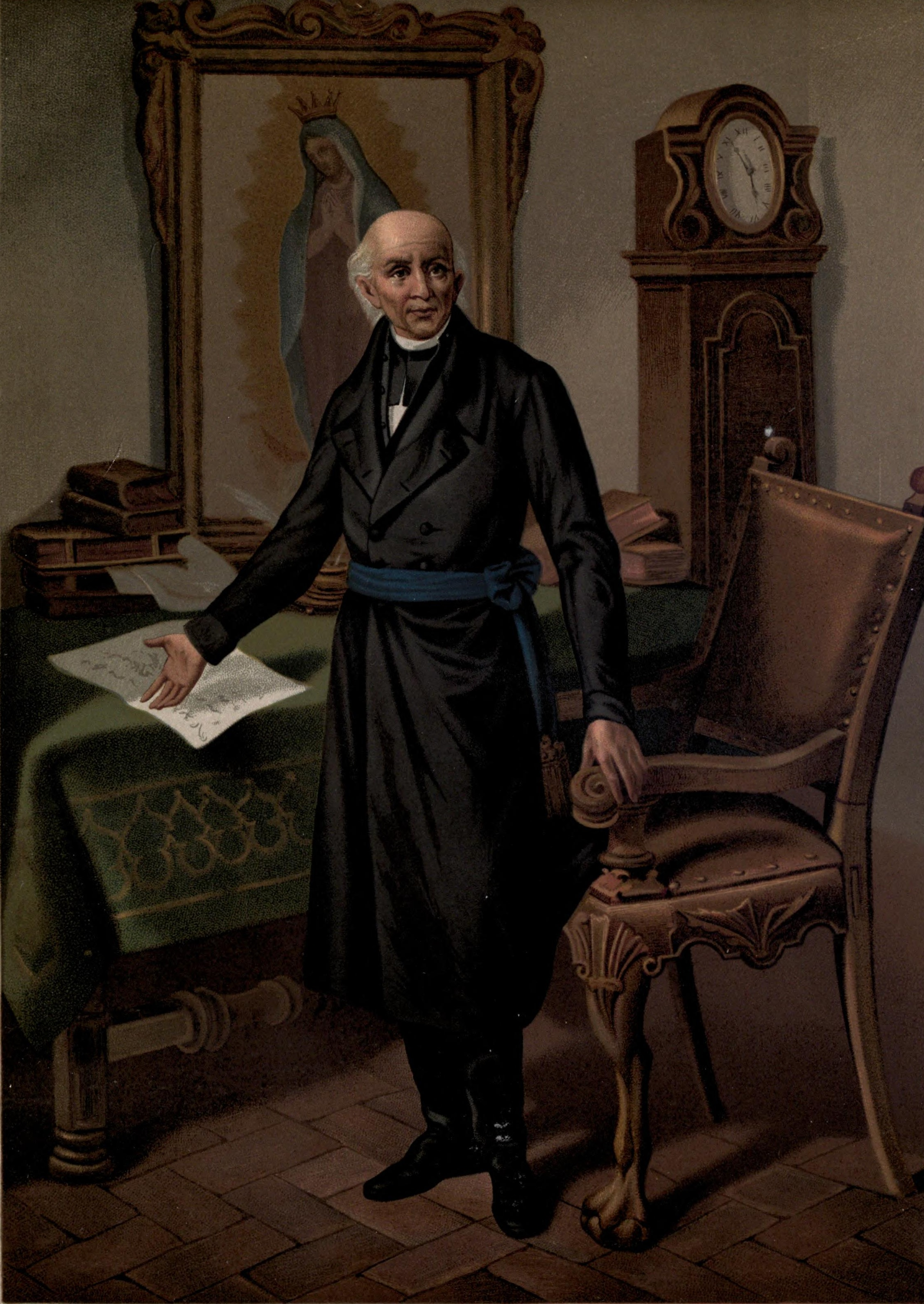
Miguel Hidalgo, líder del movimiento insurgente y símbolo de la Independencia de México

Las guerras civiles de Independencia en la América española (1809-1826) fueron conflictos de los que emergieron la mayoría de las repúblicas de Hispanoamérica en la actualidad. A partir de 1808, a causa de la invasión napoleónica se produjo la guerra de la Independencia española, los criollos, al igual que los peninsulares en España, establecieron juntas provisionales para gobernar las tierras en nombre del rey cautivo Fernando VII de Borbón. Esta situación, termina por enfrentar violentamente a los partidarios y detractores de una monarquía unitaria, gobernada desde España, o de repúblicas o monarquías independientes con gobiernos autónomos en América. Estas ideas del liberalismo determinaron el establecimiento de gobiernos revolucionarios en ambos hemisferios, aunque todavía conservan la figura de un rey pero sin soberanía, sometido a las Cortes o Congresos de cada país independiente. Posteriormente, la instauración de repúblicas prescinde de la figura del rey. El enfrentamiento entre los partidarios y detractores de una monarquía unitaria, dirigida desde España, se recrudece en 1814, con el establecimiento del absolutismo por Fernando VII, que consigue acabar con todo rastro de liberalismo en España, y pretende lo mismo en América.

Libertador Simón Bolívar, prócer en la independencia de Venezuela, Colombia,Panamá, Ecuador, Bolivia y Perú.

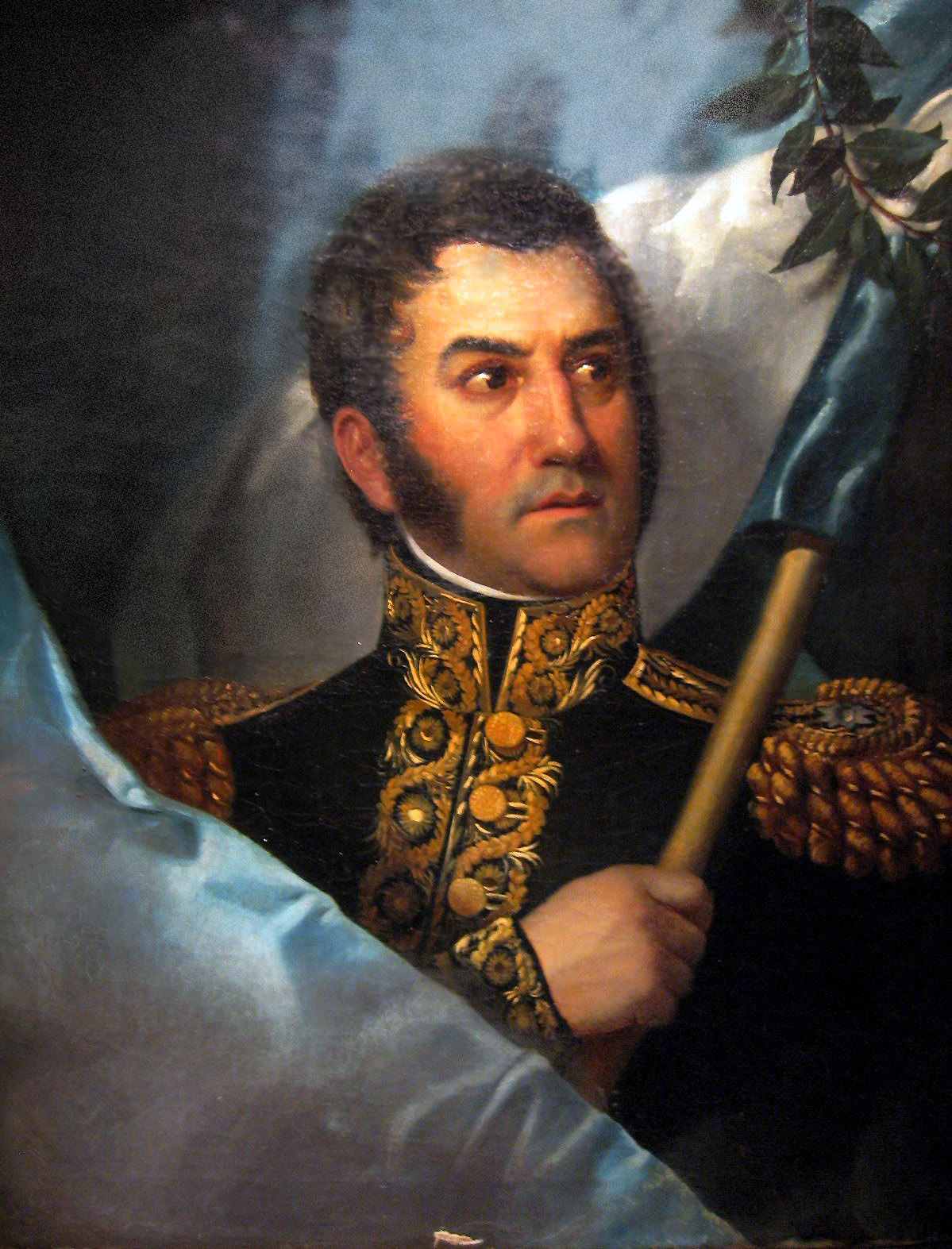
Libertador José de San Martín, prócer en la independencia de Argentina, Chile, Ecuador, Bolivia y Perú.

En América del Sur, las primeras juntas criollas, como las establecidas en La Paz, Virreinato del Río de la Plata (1809), Venezuela (1810), Chile (1810), Nueva Granada (1810) y Quito (1809), fueron reprimidas por las autoridades metropolitanas españolas. La Primera Junta de Buenos Aires (1810) fue el único gobierno patrio que tuvo una continuidad histórica con los gobiernos posteriores de la Argentina. Buenos Aires comenzó su propia campaña militar en el sur del Continente. Una década más tarde, tras la sublevación en España del ejército expedicionario por Rafael del Riego, dos corrientes libertadoras de América, José de San Martín por el sur y Simón Bolívar por el norte, confluyen en Guayaquil. En 1824, el último Ejército Real que continuaba en pie en el Perú, fue finalmente derrotado en la batalla de Ayacucho por el ejército libertador al mando del mariscal Antonio José de Sucre. La guerra por la independencia en América del sur se extendió más allá por la resistencia de las guerrillas realistas, aunque los últimos bastiones de la monarquía capitularon en 1826. Una década más tarde, España renuncia en 1836 a todos sus dominios continentales americanos. Una vez que las nuevas repúblicas de América de Sur se independizaron de España, y después de complejos procesos, se terminaron creando los siguientes países independientes de la actualidad: Argentina, Bolivia, Colombia, Chile, Ecuador, Panamá, Paraguay, Perú, Uruguay y Venezuela.
En el Virreinato de Nueva España, los movimientos insurgentes comenzaron en 1810 con el Grito de Dolores, uniéndose más tarde al Ejército Trigarante liderado por Agustín de Iturbide para declarar la independencia en 1821 como el Imperio Mexicano. Posteriormente, el país se transformó en la República de México y la independencia se consolidó en 1829. A raíz de estos complejos procesos políticos y territoriales marcados por la balcanización, surgieron las repúblicas independientes que hoy conocemos como Costa Rica, El Salvador, Guatemala, Honduras, México y Nicaragua. 
En 1819, Estados Unidos adquirió el territorio de Florida mediante el Tratado de Adams-Onís firmado con España, fijando además su frontera transcontinental en el norte novohispano. Esta delimitación fue ratificada posteriormente con México en 1832. Tras la Independencia de Texas en 1835 y la Guerra de Estados Unidos-México, que culminó con la Cesión mexicana en 1848, todos estos territorios fueron anexionados por Estados Unidos.
En las Antillas, la República Dominicana en 1821 se declaró independiente de España, y esta renunció a la ocupación española entre 1861-1865. En 1898, los Estados Unidos obtuvo una victoria militar en la guerra hispano-estadounidense y ocupó las islas de Cuba y Puerto Rico, poniendo fin a estas posesiones insulares españolas en el Caribe y Filipinas. Cuba declaró ser independiente en 1902, aunque permaneció bajo ocupación estadounidense hasta 1934. Por su parte, Puerto Rico fue vinculado como un territorio no incorporado de Estados Unidos.
Actualmente, los países de habla hispana y portuguesa de América y Europa, se han organizado en la Comunidad Iberoamericana de Naciones, que tiene su máximo órgano de cohesión en la Cumbre Iberoamericana.